# Antônio Canellas
Antônio Bernardo Canellas (Niterói, 18 de abril de 1898 — Niterói, 1936) foi um jornalista, tipógrafo e sindicalista brasileiro 
.
Na década de 1910, viveu no Nordeste, onde procurou organizar a luta sindical. Fundou e dirigiu então os jornais Tribuna do Povo (em 1916, em Viçosa), A Semana Social (1917, Maceió) e Tribuna do Povo (1918, Recife). Em 1919 foi à Europa como representante da federação de Resistência de Pernambuco na Conferência Sindical de Berna e no Congresso Sindicalista de Amsterdã. A partir do seu contato com o movimento sindical europeu, começou a se afastar dos reformistas. Rompeu com o grupo sindical de João da Costa Pimenta e se aproximou dos fundadores do Partido Comunista Brasileiro. 
Em março de 1922  durante o I Congresso do PCB Canellas foi eleito para integrar a primeira Comissão Central Executiva. E como ainda estava na Europa foi eleito delegado para o IV Congresso Mundial da Internacional Comunista no final de 1922. O representante brasileiro chegou a Moscou com meses de antecedência para conhecer o país dos sovietes e passou a escrever artigos sobre a realidade brasileira. No início do congresso, Canellas tentou participar dos debates, mas foi impedido. Como estava acostumado com o modo anarquista de participar dos debates, não estava preparado para um congresso centralizado.   Ainda no Congresso fora questionado a respeito de pertencer a maçonaria e o delegado Antonio Canellas respondeu: 
Considerando que a Maçonaria de rito escocez, como as demais seitas religiosas, é negócio privado, de ordem moral, o nosso Partido, que conta, entre os seus aderentes alguns bons camaradas maçons cuja ação revolucionária no seio de sua seita é notável e notória, decerto não julgará de grande urgência uma campanha contra a maçonaria.
 A postura divergente de Canellas, terminou impossibilitando, naquele momento, o reconhecimento do PCB pela Internacional Comunista. 
De volta ao Rio de Janeiro foi expulso do partido em novembro de 1923, mesmo rechaçando a maçonaria foi acusado de manter posições anarquistas. A partir da expulsão passou a publicar o Cinco de Julho, tornado clandestino e perseguido pela polícia de Artur Bernardes. 